# Atropa baetica
Atropa baetica là loài thực vật có hoa trong họ Cà. Loài này được Willk. mô tả khoa học đầu tiên năm 1852.